# Brighamia rockii
Espèce
Brighamia rockii, connue sous le nom de Molokai ohaha ou Pua ʻala en hawaïen, est une espèce de plantes herbacées de la famille des Campanulaceae endémique de l'île de Molokai à Hawaï.

## Description
Brighamia rockii est une espèce de plantes à fleurs de la famille des campanulacées, endémique de l'île de Molokai à Hawaï. Le Pua ʻala pousse dans les zones arbustives et forestières mésiques des falaises rocheuses, du niveau de la mer à 470 m d'altitude, sur la côte nord exposée au vent de l'île. Parmi les plantes associées, on trouve le ʻōhiʻa lehua  (Metrosideros polymorpha), l'alaheʻe (Psydrax odorata), le lama (Diospyros sandwicensis), l'ʻūlei (Osteomeles anthyllidifolia) et le naupaka (Scaevola gaudichaudii).
Le Pua ʻala atteint une hauteur de 1 à 5 m et possède une tige succulente en forme de tronc qui se rétrécit à la base. Les feuilles de forme ovale mesurent 6 à 22 cm de long et 1 à 15 cm de large et forment une rosette au sommet de la plante. Chaque inflorescence contient trois à huit fleurs blanches en forme de trompette.

## Dénominations
Cette plante porte les noms vernaculaires locaux de puaala et ohaha en hawaïen.

## Taxonomie
Le nom correct complet (avec auteur) de ce taxon est Brighamia rockii H.St.John,.
Brighamia rockii a pour synonymes :
- Brighamia remyi H.St.John
- Brighamia rockii f. longiloba H.St.John

### Étymologie
Son épithète spécifique, rockii, lui a été donnée en l'honneur du botaniste Joseph Rock (1884-1962).

### Publication originale
- (en) Harold St. John, « Monograph of the genus Brighamia (Lobeliaceae). Hawaiian Plant Studies 29 », Botanical Journal of the Linnean Society, Royaume-Uni, vol. 62, no 2,‎ avril 1969, p. 187–204 (ISSN 0024-4074, e-ISSN 1095-8339, DOI 10.1111/j.1095-8339.1969.tb01964.x).